# 德威斯 (內布拉斯加州)
德威斯（英語：Deweese）是位於美國內布拉斯加州克萊縣的村。

## 人口
根據2020年美國人口普查的數據，德威斯的面積為0.33平方千米，皆為陸地。當地共有人口43人，而人口密度為每平方千米130人。